# George Curzon, I marchese Curzon di Kedleston
George Nathaniel Curzon, primo marchese Curzon di Kedleston (George Nathaniel Curzon, 1st Marquess Curzon of Kedleston; Kedleston Hall, 11 gennaio 1859 – Londra, 20 marzo 1925), è stato un politico e nobile britannico.
Fu Viceré dell'India (dal 1899 al 1905) e Ministro degli esteri della Gran Bretagna (dal 1919 al 1924). Esponente del Partito Conservatore, contrastò la politica della Russia in Asia centrale e contribuì alla dissoluzione dell'Impero ottomano dopo la prima guerra mondiale. In politica interna si batté contro l'autodeterminazione dell'Irlanda e contro il suffragio femminile.

## Biografia

### Le origini e la gioventù

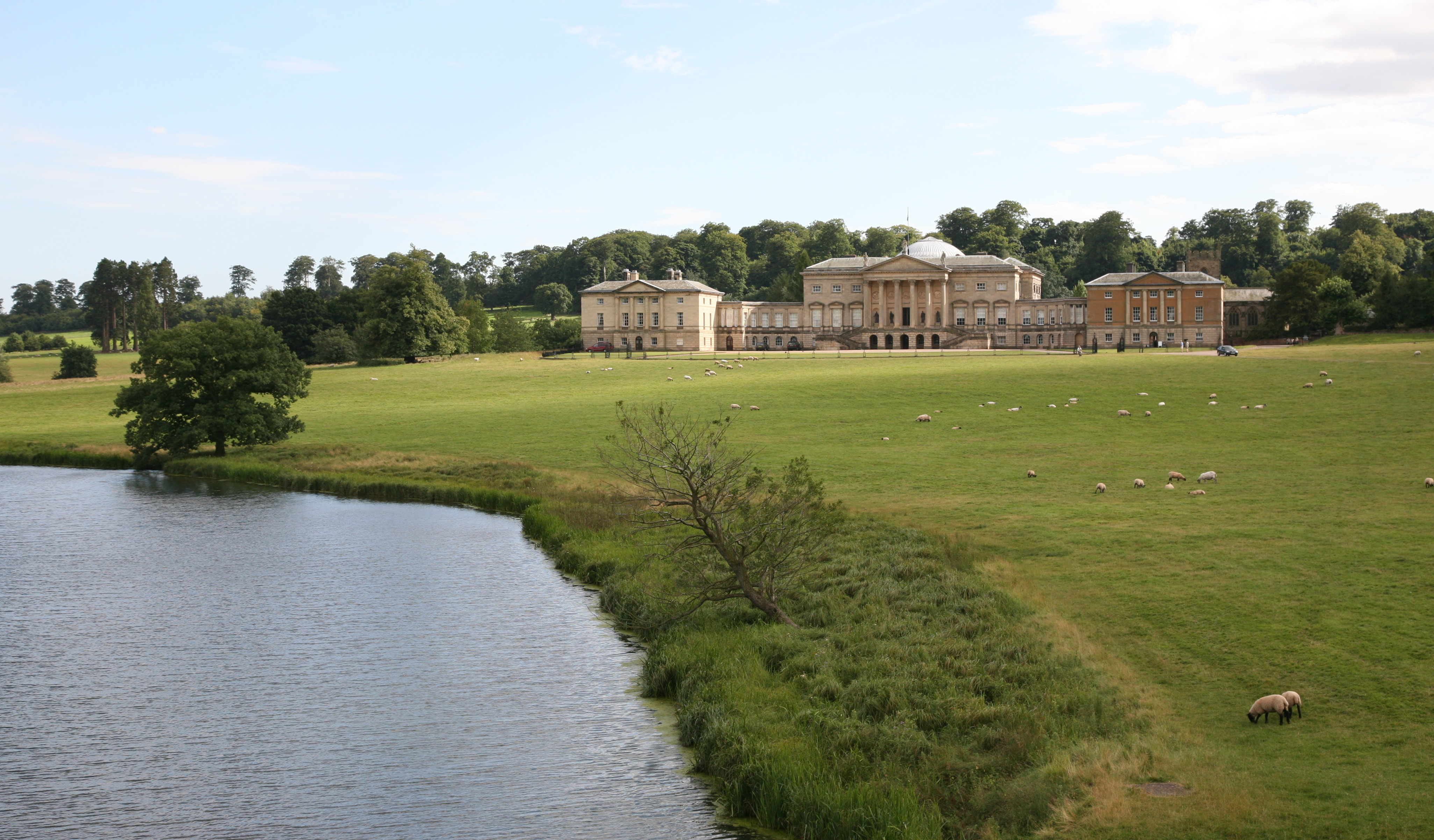
La tenuta di Kedleston Hall (Derbyshire) dove nacque George Curzon.

George Curzon nacque nel 1859 in una famiglia aristocratica del Derbyshire che possedeva la tenuta di Kedleston (Kedleston Hall) da novecento anni. Essendo semplici gentiluomini di campagna, nessuno dei componenti di questa antica famiglia si era distinto nei secoli.
Come da tradizione i genitori di George, il quarto barone di Scarsdale (1831–1916) e sua moglie Blanche (1837–1875), affidarono l'educazione di loro figlio ad una terza persona, in questo caso una governante che non amava i giocattoli e che si dimostrò molto severa. Il piccolo George veniva, infatti, costretto ad attraversare Kedlseston con un grande cappello a cono su cui l'educatrice aveva scritto "Bugiardo" oppure "Codardo".
All'Eton College George Curzon nacque ad una nuova esistenza, strinse amicizie che durarono tutta la vita ed ebbe un notevole successo negli studi. Quando lasciò la scuola per il Balliol College di Oxford era ormai un personaggio eccentrico e popolare. Ad Oxford confermò queste caratteristiche, imparando anche a parlare in pubblico.

### Il viaggio in Asia centrale
Entrato in Parlamento fra i tory nel 1886, affascinato dalla politica estera e dall'Oriente, nell'estate del 1888 Curzon partì per l'Asia centrale allo scopo di verificare di persona i pericoli che l'India britannica correva di fronte all'espansionismo della Russia.
Aveva soli 29 anni ma già ambiva a diventare Viceré dell'India. Dopo aver fatto visita a San Pietroburgo e Mosca si diresse a sud e da Krasnovodsk (oggi Türkmenbaşy), sul Caspio, iniziò la sua ricognizione in Asia centrale. Percorse in treno, sulla ferrovia Transcaspiana, 1 500 chilometri fino a Samarcanda e da lì, in tarantas (vettura a cavalli) Curzon raggiunse Tashkent.
Tornato a Londra, sfruttando gli appunti e il materiale che aveva raccolto, scrisse Russia in Central Asia and the Anglo-Russian Question, pubblicato nel 1889. Egli asserì che la ferrovia Transcaspiana aveva alterato l'equilibrio strategico della regione la quale, impervia, poneva problemi insormontabili ad un eventuale esercito russo in marcia verso l'India. Con la costruzione dell'ultimo tratto della ferrovia (da Samarcanda a Tashkent)  i russi avrebbero invece risolto il problema, disponendo di un valido mezzo di trasporto capace di concentrare centomila uomini alla frontiera afgana o persiana. Ciò avrebbe messo in pericolo il dominion dell'India che Curzon definiva «il più nobile trofeo del genio britannico e il più splendido appannaggio della Corona imperiale».
A seguito di questo viaggio, Curzon fu nominato nel 1891 Sottosegretario di Stato per l'India nel secondo governo del conservatore Salisbury. Tenne la carica per circa un anno, perdendola per la caduta dell'esecutivo; ma con il terzo governo Salisbury, nel 1895, fu nominato Sottosegretario agli Esteri, incarico che ricoprì fino al 1898.
Curzon, durante quest'ultimo periodo prese posizione per il mantenimento di una guarnigione nel territorio di Chitral (nell'attuale Provincia della Frontiera del Nord Ovest in Pakistan, all'epoca piccolo regno fra le montagne in preda a guerre dinastiche). I suoi argomenti, scaturiti da una richiesta d'aiuto del governo dell'India britannica, prevalsero e la posizione strategica fu mantenuta a dispetto delle spese che i liberali consideravano, invece, troppo gravose.

### Viceré in India (1899-1905)

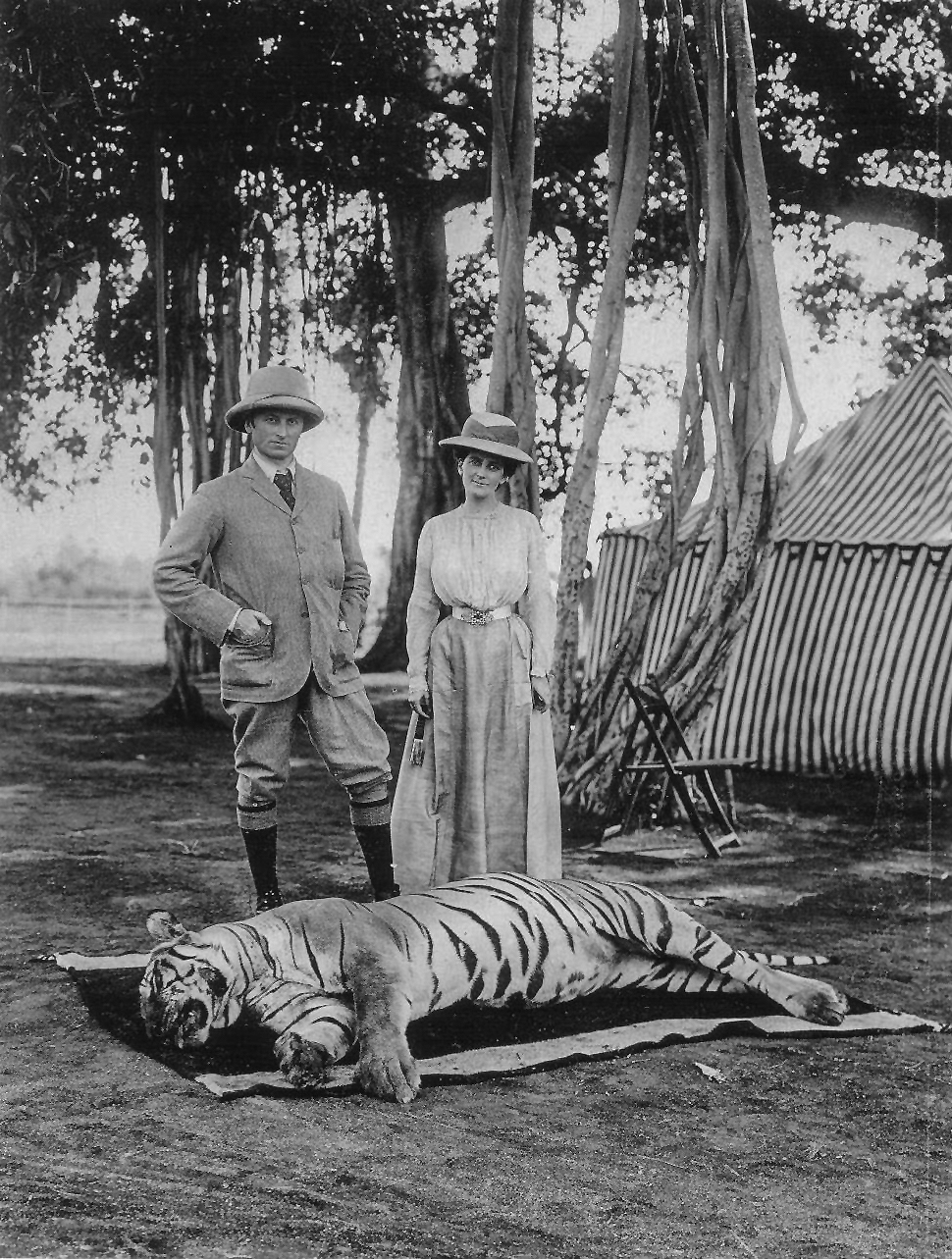
George Curzon con la prima moglie, Mary Victoria Leiter (1870-1906), e un trofeo di caccia nel 1903 in India.

Durante il terzo governo Salisbury, nel 1899, Curzon fu nominato viceré dell'India e come tale fu creato Barone Curzon di Kedleston, Pari d'Irlanda. Aveva appena 39 anni.
Il suo viceregno si basò sull'ordine gerarchico e sull'applicazione in India di quello che era stato il trascorso feudale della Gran Bretagna. I cosiddetti “principati”, in cui i Maharaja erano formalmente sovrani, consistevano in circa un terzo dell'India britannica; e anche nelle zone governate direttamente dagli inglesi molti distretti erano governati da aristocratici indiani. Secondo Curzon erano questi i naturali leader dell'India, che avrebbero dovuto governare non come mere testimonianze del passato ma come elementi vitali dell'amministrazione e condividere con lui le responsabilità e le glorie del dominio britannico. Grazie a questo sistema ottenne la possibilità di realizzare grandi opere pubbliche (strade, sistemi fognari, nuovi quartieri, ecc).
Curzon, in effetti, aveva una certa predilezione per la grandiosità. Fece restaurare il Taj Mahal e la città storica di Fatehpur Sikri. Fece anche erigere il monumento alla Regina Vittoria a Calcutta. Ma il massimo dello sfarzo lo raggiunse a Delhi nel 1903 per il Durbar, un rituale di cerimoniali di corte e processioni che avveniva in occasione delle incoronazioni del sovrano del Regno Unito. Nel 1903, per l'ascesa al trono di Edoardo VII, Curzon organizzò il suo Durbar che fu, a detta dei testimoni, magnifico, per la ricchezza dei colori e per la bellezza dei costumi e dei paramenti degli elefanti su cui sfilarono Curzon e i principi indiani.

#### La spedizione in Tibet
Idea fissa di Curzon, rimaneva ostacolare l'espansionismo russo in Asia, che a suo giudizio si concentrava in quel periodo oltre che verso la Persia e l'Afghanistan, soprattutto verso il Tibet. Curzon, ritenendo imminente un accordo fra il Dalai Lama e lo Zar Nicola II, nel 1903 inviò una missione diplomatica a Lhasa per stabilire la verità. I tibetani rifiutarono però di negoziare e Curzon convinse il governo centrale di Londra ad autorizzare una spedizione militare di mille uomini.
Il governo di Pechino, formalmente sovrano del Tibet, fu ufficialmente avvisato e le proteste dei russi vennero respinte adducendo il fatto che l'impresa fosse temporanea. Il 12 dicembre 1903 le truppe britanniche passarono il confine del Tibet e il 3 agosto 1904 il comandante della spedizione, Francis Younghusband, con una piccola scorta, entrò a Lhasa. Non furono tuttavia trovate le prove che Curzon cercava: nessuna traccia dei russi né di arsenali né di accordi particolari con lo Zar.

### L'accordo anglo-russo
Curzon, dopo un'avventata politica contro gli abitanti del Bengala (il cui territorio fu diviso in due) nel 1905 lasciò l'incarico di viceré e tornò in Europa dove, intanto, era cresciuto il pericolo della Germania di Guglielmo II.
Il nuovo governo dei liberali di Henry Campbell-Bannerman decise nel 1907 di venire a patti con la Russia per volgere maggiore attenzione e risorse al problema tedesco.
Il 31 agosto dello stesso anno fu firmato quindi a San Pietroburgo l'accordo che divideva in due sfere d'influenza la Persia, faceva del Tibet uno stato cuscinetto neutrale e lasciava l'Afghanistan sotto l'influenza inglese.
Secondo Curzon «La convenzione rinuncia a tutto ciò per cui abbiamo combattuto per anni, e vi rinuncia con uno slancio cinico nella sua avventatezza... Sacrificati gli sforzi di un secolo, e niente o quasi in cambio»: la sfera d'influenza russa in Persia risultava troppo ampia e comprendeva tutte le città maggiori, mentre quella della Gran Bretagna era esigua e priva di valore economico. Quanto alla clausola per l'Afghanistan, la Gran Bretagna non ci guadagnava nulla, e l'accordo sul Tibet equivaleva ad una «resa totale».

### Politica interna

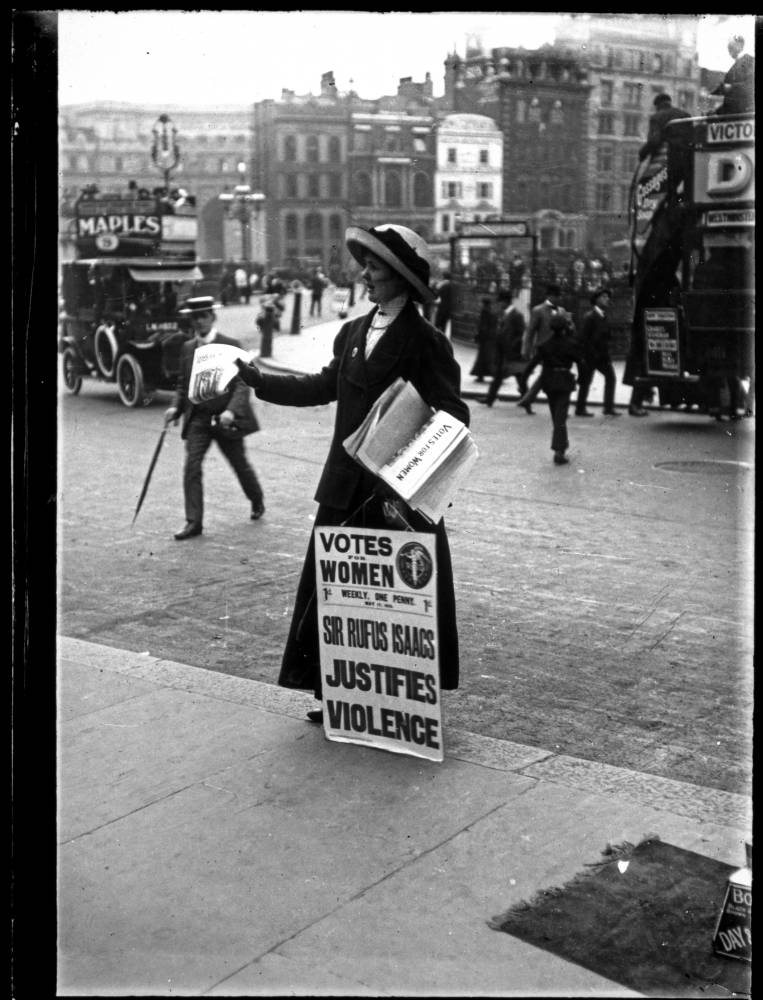
Propaganda per il voto alle donne in Inghilterra nel secondo decennio del XX secolo. George Curzon si impegnò contro il suffragio femminile.

Nel 1911, di fronte al Parliament Act che avrebbe abolito il veto della Camera dei Lord, Curzon si schierò dapprima con coloro che rifiutavano a tutti costi la proposta, poi divenne il più attivo organizzatore degli hedgers, di coloro cioè che preferirono arrendersi alla realtà salvando però il più possibile dei privilegi della Camera dei Lord, di cui lo stesso Curzon era entrato a far parte nel 1908.
Decisamente conservatore, in quegli anni Curzon si schierò contro il voto alle donne divenendo il copresidente della National League for Opposing Women's Suffrage, e di fronte alla questione irlandese, nel 1912 guidò una grande e appassionata manifestazione durante la quale fu sottoscritta la Solemn League and Covernant: oltre 470.000 inglesi vi fecero parte impegnandosi a rifiutare l'autorità di una legge che consentisse all'Irlanda di avere un proprio parlamento.
Nel 1915, durante la prima guerra mondiale, Curzon fu nominato Lord del Sigillo privato nel governo di coalizione di Asquith, e l'anno dopo Lord Presidente del Consiglio Privato di Sua Maestà e Presidente della Camera dei Lord, cariche che mantenne fino al 1919, anno in cui fu nominato Ministro degli esteri da Lloyd George.

### Alla Commissione per l'Oriente
Nel 1918, dopo la vittoria dell'Intesa nella prima guerra mondiale, Curzon appoggiò la richiesta popolare di condannare alla pena di morte l'Imperatore tedesco Guglielmo II.
Nello stesso anno, come presidente della Commissione governativa responsabile della politica inglese in Oriente (Eastern Committee), di fronte al crollo dell'Impero ottomano, Curzon valutò che fosse arrivato il momento di liberarsi di «questo cancro che ha avvelenato la vita dell'Europa». Diffidò però della Francia come partner politico nel Mediterraneo, ritenendola, addirittura, «la grande potenza da cui forse avremo più da temere in futuro», e si convinse che l'autodeterminazione dei popoli appartenuti all'Impero ottomano sarebbe stata utile in caso di problemi con la Francia o con gli arabi, confidando nel fatto che questi avrebbero scelto la protezione degli inglesi.
Nei vecchi territori ottomani, di fronte alla Guerra civile russa, alla fine del 1918, gli inglesi spostarono truppe dalla Mesopotamia e Costantinopoli verso la Russia caucasica riuscendo a controllare la ferrovia che congiungeva Baku a Batumi. Curzon era convinto che bisognasse mantenere la posizione per evitare che altre forze, compresi i bolscevichi, si impadronissero di una delle possibili vie di collegamento all'India. Ma a giugno del 1919 il governo di Lloyd George giudicò che il coinvolgimento britannico nella zona sarebbe stato troppo oneroso e decise di ritirare le truppe entro la fine dell'anno.
Per tutta risposta, il 16 agosto, Curzon scrisse un memorandum con il quale prendeva posizione contro la debolezza e l'incertezza delle potenze alleate nello schierarsi a favore dei russi dell'Armata Bianca in lotta con i bolscevichi.

### Ministro degli Esteri (1919-1924)
Nell'ottobre 1919, in sostituzione di Arthur Balfour, Curzon ricevette la nomina di titolare del Foreign Office dal Primo Ministro David Lloyd George che capeggiava un governo di coalizione.

#### Fra bolscevichi e polacchi
Durante la Guerra sovietico-polacca, quando nell'estate del 1920 le vittorie dei rossi cominciarono a preoccupare Londra e Parigi, Curzon (12 luglio) propose di concludere una tregua e di fissare la frontiera provvisoria sul fiume Bug (Linea Curzon). Fece anche la proposta di una conferenza a Londra, minacciando l'aiuto anglo-francese alla Polonia se le truppe rosse avessero passato il Bug. Il 17 luglio 1920, il Commissario del popolo agli Esteri russo Georgij Vasil'jevič Čičerin respinse la proposta assicurando che la Russia avrebbe trattato direttamente con la Polonia; cosa che avvenne con concessioni territoriali che andarono oltre la proposta di Curzon, a favore di una Polonia che Mosca riteneva prossima al bolscevismo.
Viceversa, la Polonia non cedette e dopo la Battaglia di Varsavia (1920) riuscì ad ottenere (Pace di Riga) dei confini orientali comunque più favorevoli della Linea Curzon.

#### La questione greco-ottomana

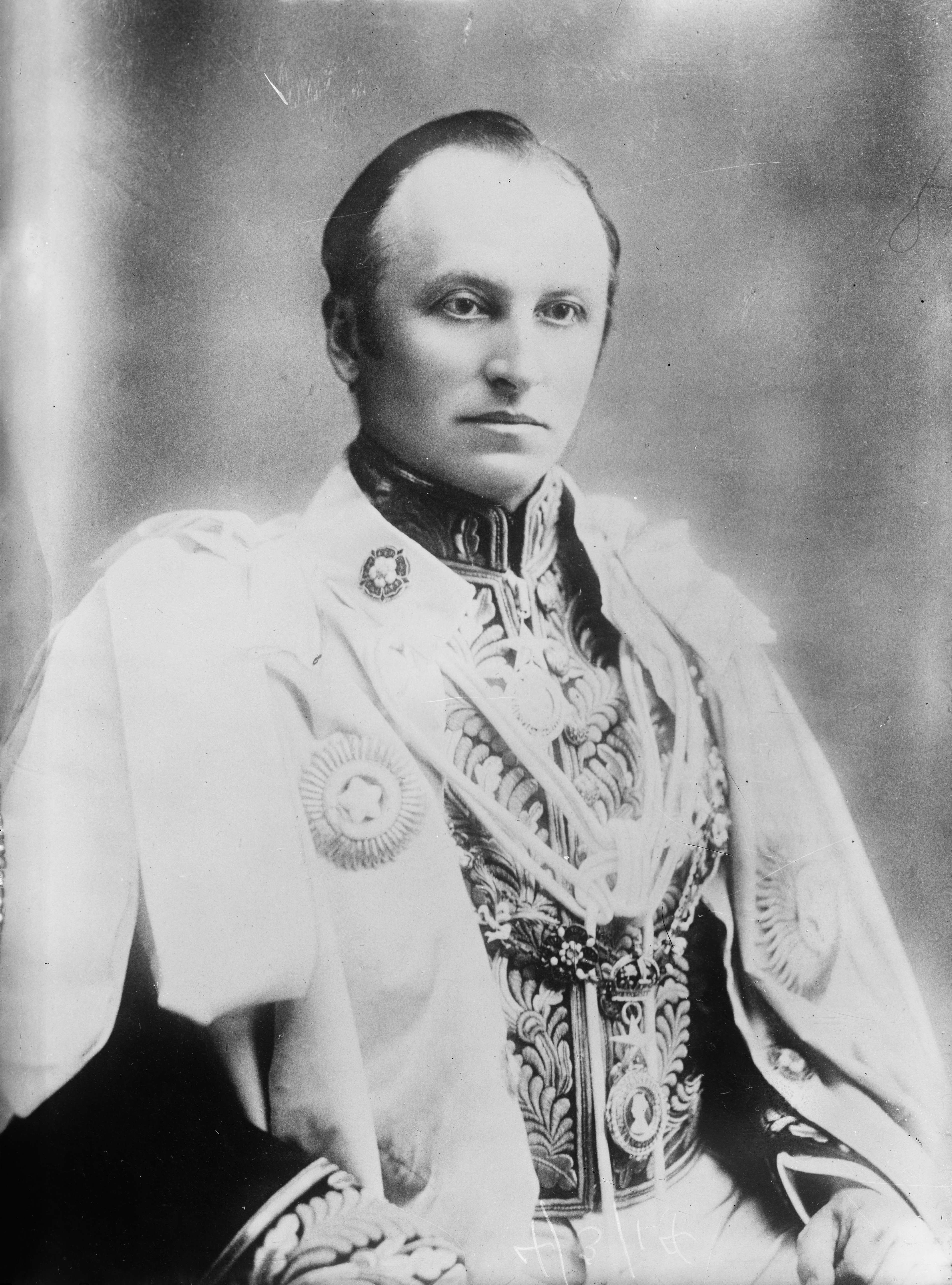
Lord Curzon nell'uniforme di Viceré dell'India.

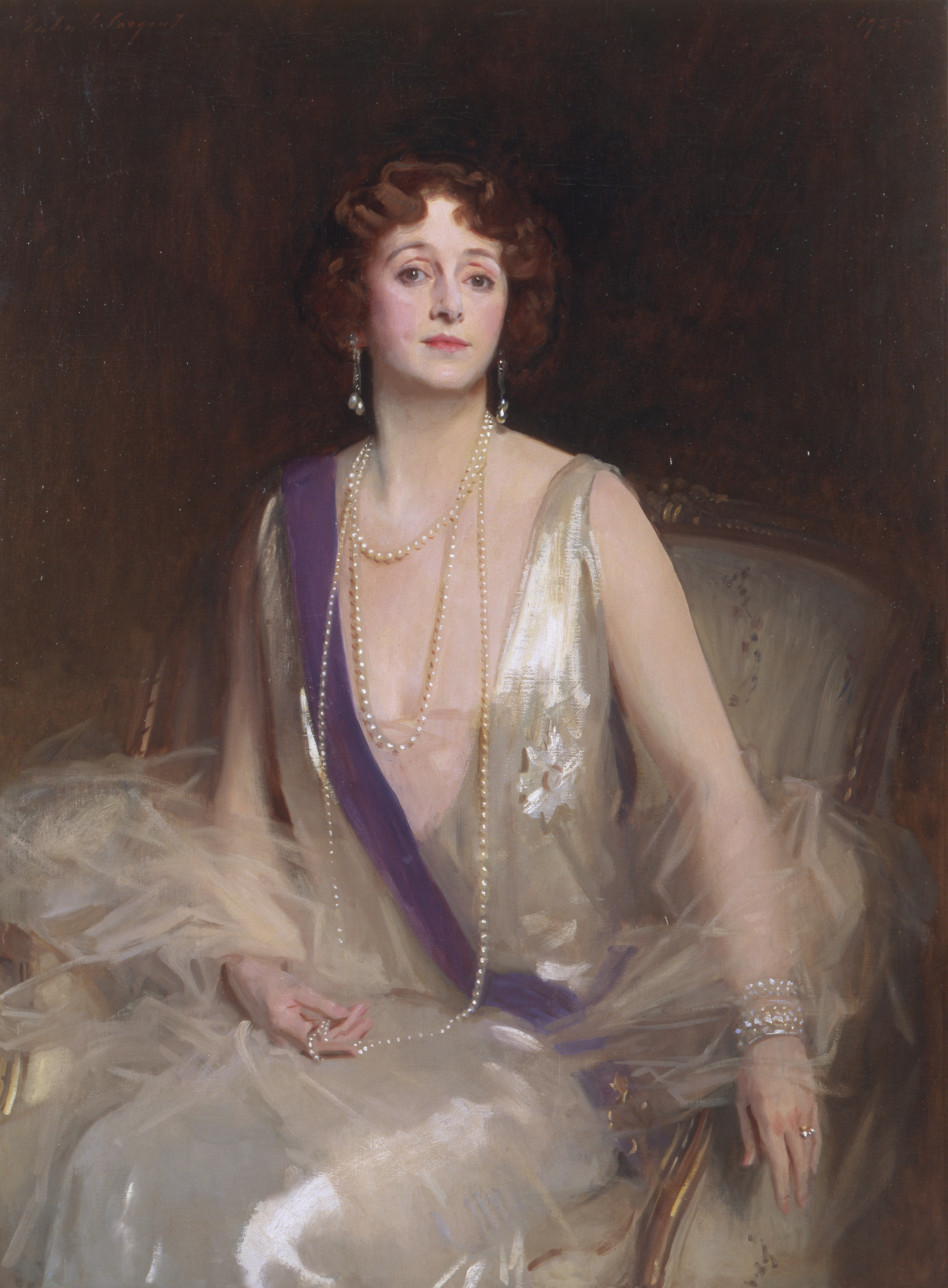
Grace Elvina Hinds, seconda moglie di George Curzon.

Fra i diversi accordi preparati dalla Conferenza di pace di Parigi, che chiuse la prima guerra mondiale, ci fu quello che venne firmato a Sèvres il 10 agosto 1920. Tale trattato dispose la fine dell'Impero ottomano.
A maggio del 1919 truppe greche, appoggiate da francesi e inglesi, erano sbarcate a Smirne, in Turchia che si trovò di nuovo in guerra dopo la catastrofe del Primo conflitto mondiale.
Il Ministro degli Esteri Curzon si pronunciò in modo categorico contro l'Impero ottomano, scontrandosi con il liberale Edwin Samuel Montagu (1879-1924), Segretario di Stato in India. Quest'ultimo, al contrario di ciò che pensava Curzon, riteneva che la perdita di Costantinopoli da parte dei turchi avrebbe dato il colpo decisivo alla fedeltà delle popolazioni indiane alla Corona britannica. Lloyd George era invece d'accordo con Curzon ma il Ministero della Guerra intervenne sostenendo di non aver soldati sufficienti a cacciare i turchi da Costantinopoli e mantenere la posizione. Conseguentemente, il Trattato di Sèvres impose che Costantinopoli rimanesse la capitale turca.
Quando nell'estate del 1922 ci fu il contrattacco turco, francesi e italiani si affrettarono ad assicurare la loro neutralità e a ritirarsi. Precipitatosi a Parigi, Curzon perse la calma e fece una scenata tremenda al primo ministro Raymond Poincaré durante la quale parlò di “abbandono” e “diserzione”. Quando anche il francese rispose urlando, Curzon abbandonò la stanza in preda ad una crisi di pianto.
Nel successivo governo britannico del conservatore Andrew Bonar Law, Curzon fu confermato Ministro degli Esteri, mentre la guerra fra Grecia e Turchia continuava concludendosi a favore della seconda. A quella di Sèvres seguì la Conferenza di Losanna (1923) presieduta dallo stesso Curzon, che difese i greci abilmente e tenacemente ottenendo, fra l'altro, il trasferimento di oltre un milione di cittadini della minoranza greca dall'Anatolia alla loro patria naturale.
L'unica controversia che rimase in piedi a Losanna fu quella riguardante Mosul a cui Curzon, a causa del petrolio, non volle rinunciare. Si decise di demandare la questione alla Società delle Nazioni che nel 1925 destinò la zona all'Iraq (protettorato britannico).
Lo stesso 1925, il 20 marzo, George Curzon moriva a Londra logorato da anni di superlavoro.
Aveva avuto dal primo matrimonio tre figlie:
- Irene Curzon, II baronessa Ravensdale (1896-1966)
- Cynthia Curzon (1898-1933)
- Alexandra Curzon (1904-1995)

Dal secondo matrimonio con Grace Elvina Hinds non ebbe prole.

## Opere di George Curzon
- Curzon, Russia in Central Asia and the Anglo-Russian Question, 1889,  Frank Cass & Co. Ltd., London
- Curzon, Persia and the Persian Question, 1892, Longmans, Green, and Co., London and New York.
- Curzon, Problems of the Far East (1894).
- Curzon, The Pamirs and the Source of the Oxus, 1897, The Royal Geographical Society.
- Curzon, Tales of Travel, Hodder & Stoughton, 1923, (Century Classic Ser.) London, Century.
- Curzon, Travels with a Superior Person, London, Sidgwick & Jackson, 1985.